# فهرست استانداران لرستان
این فهرست اسامی استانداران استان لرستان، (از سال تشکیل استان در سال ۱۳۵۲ تاکنون) می‌باشد.
با تصویب هیئت وزیران در ۲۳ اردیبهشت ۱۳۴۰، شهرستان‌های خرم‌آباد، بروجرد و الیگودرز از استان خوزستان جدا شده و فرمانداری کل لرستان به مرکزیت شهر خرم‌آباد تأسیس شد. در تاریخ ۹ مهر ۱۳۵۲ براساس تصویب‌نامه دولت، فرمانداری کل لرستان به استانداری لرستان به مرکزیت خرم‌آباد تبدیل شد.

## فرمانداران کل
- ابوالحسن معینی: ۱۷ تیر ۱۳۴۳[۲] تا ؟
- علی سجادی: ۱ خرداد ۱۳۴۶[۳] تا ؟

## استانداران
| نام                  | شروع            | پایان           | مدت                     | دوره                |
| -------------------- | --------------- | --------------- | ----------------------- | ------------------- |
| حکومت پهلوی          |                 |                 |                         |                     |
| امیرحسین امیرپرویز   | ۱۵ مهر ۱۳۵۲     | ۹ خرداد ۱۳۵۳    | ۸ ماه                   |                     |
| ابراهیم فرح‌بخشیان    | ۹ خرداد ۱۳۵۳    | ۱۳ آبان ۱۳۵۵    | ۲ سال و ۵ ماه           |                     |
| رضا صدقیانی          | ۱۹ دی ۱۳۵۵      | ۱۱ اسفند ۱۳۵۶   | ۱ سال و ۲ ماه           |                     |
| اقبال اقبال‌راد       | ۱۱ اسفند ۱۳۵۶   | ۲۰ مهر ۱۳۵۷     | ۷ ماه                   |                     |
| پرویز سهرابیان       | ۲۰ مهر ۱۳۵۷     | ۲۹ اسفند ۱۳۵۷   | ۵ ماه                   |                     |
| جمهوری اسلامی ایران  |                 |                 |                         |                     |
| حسین عالی            | ۲۹ اسفند ۱۳۵۷   | ۲۸ تیر ۱۳۵۹     | یک سال و ۵ ماه          | دولت موقت           |
| حسین محلوجی          | ۲۸ تیر ۱۳۵۹     | ۱۷ آذر ۱۳۶۰     | یک سال و ۴ ماه و ۲۰ روز | شورای انقلاب        |
| امیر عابدینی         | ۱۷ آذر ۱۳۶۰     | ۹ بهمن ۱۳۶۲     | ۲ سال و یک ماه و ۱۰ روز | علی خامنه‌ای         |
| احمد انتظاری(سرپرست) | ۹ بهمن ۱۳۶۲     | ۵ تیر ۱۳۶۳      | ۵ ماه                   | علی خامنه‌ای         |
| سید محمد جهرمی       | ۵ تیر ۱۳۶۳      | ۲۹ شهریور ۱۳۶۷  | ۴ سال و ۲ ماه و ۲۴ روز  | علی خامنه‌ای         |
| اصغر افشاری          | ۲۹ شهریور ۱۳۶۷  | ۱۷ دی ۱۳۶۷      | ۳ ماه و ۱۸ روز          | علی خامنه‌ای         |
| احمد انتظاری         | ۱۷ دی ۱۳۶۷      | ۱۴ دی ۱۳۷۲      | ۴ سال و ۱۱ ماه و ۲۷ روز | اکبر هاشمی رفسنجانی |
| محمدجواد محمدی‌زاده   | ۱۴ دی ۱۳۷۲      | ۲۷ شهریور ۱۳۷۶  | ۳ سال و ۹ ماه و ۱۳ روز  | اکبر هاشمی رفسنجانی |
| حسن رسولی            | ۲۷ شهریور ۱۳۷۶  | ۲ تیر ۱۳۷۹      | ۲ سال و ۱۰ ماه و ۵ روز  | محمد خاتمی          |
| نورالله عابدی        | ۲ تیر ۱۳۷۹      | ۲۸ دی ۱۳۸۱      | ۲ سال و ۳ ماه و ۲۵ روز  | محمد خاتمی          |
| قربانعلی سعادت       | ۲۸ دی ۱۳۸۱      | ۸ آبان ۱۳۸۴     | ۳ سال و ۱۰ روز          | محمد خاتمی          |
| محمدرضا محسنی ثانی   | ۸ آبان ۱۳۸۴     | ۲ اردیبهشت ۱۳۸۶ | یک سال و ۶ ماه          | محمود احمدی‌نژاد     |
| سید حسین صابری       | ۲ اردیبهشت ۱۳۸۶ | ۲۰ تیر ۱۳۸۹     | ۳ سال و ۳ ماه           | محمود احمدی‌نژاد     |
| حبیب‌الله دهمرده      | ۲۰ تیر ۱۳۸۹     | ۳۱ شهریور ۱۳۹۲  | ۳ سال و ۲ ماه           | محمود احمدی‌نژاد     |
| هوشنگ بازوند         | ۳۱ شهریور ۱۳۹۲  | ۲۲ شهریور ۱۳۹۶  | ۴ سال                   | حسن روحانی          |
| سید موسی خادمی       | ۲۲ شهریور ۱۳۹۶  | ۷ مهر ۱۴۰۰      | ۴ سال                   | حسن روحانی          |
| فرهاد زیویار         | ۷ مهر ۱۴۰۰      | ۲ اردیبهشت ۱۴۰۳ | ۲ سال و ۷ ماه           | سید ابراهیم رئیسی   |
| ابوطالب شفقت         | ۲ اردیبهشت ۱۴۰۳ | ۲۹ مهر ۱۴۰۳     | ۵ ماه و ۲۸ روز          | سید ابراهیم رئیسی   |
| سید سعید شاهرخی      | ۲۹ مهر ۱۴۰۳     | متصدی           |                         | مسعود پزشکیان       |